# Wolfgang Schmieder
Wolfgang Schmieder (Bromberg, Prússia 1901- Freiburg im Breisgau, 1990) fou un musicòleg i bibliotecari alemany. Va començar el 1931 com bibliotecari de Biblioteca Nacional de Saxònia a Dresde. De 1933 al 1942 va ser director dels arxius de l'editorial Breitkopf & Härtel a Leipzig, i després fins a la seva jubliació a la biblioteca la Universitat de Frankfurt entre 1942 i 1963. A partir d'aquest any va residir a Freiburg im Breisgau fins a la seva mort el 1990, a l'edat de 89 anys.
Gran especialista en l'obra de Johann Sebastian Bach, l'any 1950 publicà la primera edició del Bach Werke Verzeichnis, més conegut per les seves inicials, BWV, un catàleg sistemàtic de l'obra del compositor que avui en dia és acceptat a nivell mundial. Així, per facilitar la seva identificació, les obres de Bach són sempre acompanyades del seu número del BWV.
En el seu magne compendi, Schmieder analitzà, investigà i autentificà totes i cada una de les obres de Bach. Com que és impossible la datació d'un gran nombre d'obres, Schmieder va organitzar el seu catàleg en ordenar-les per categories i no pas cronològicament. La segona edició del BWV, apareguda pòstumament l'any 1990, contenia algunes rectificacions. La investigació bachiana encara avui aporta nous descobriments que obliguen a una actualització periòdica del catàleg de Schmieder.